# Сан-Вичино
Сан-Вичино (итал.  San Vicino) — гора в итальянской области Марке.

## Описание
Известняковая вершина Марке (1479 м) в средней части одноимённой цепи, которая образует длинную восточную складку Умбрийско-Маркских Апеннин между ущельем Фурло (на севере) и ущельем Аркуата (на юге). Имеет типичную конусообразную форму.